# 立身
立身（りゅうしん）は、649年から664年まで日本で用いられた冠位である。19階中最下位で、小乙下の下に位置する。

## 概要
大化5年（649年）2月に、冠位十九階で導入された。大化3年（647年）制定の七色十三階冠にあった建武が改称したものである。『日本書紀』の注には、この建武が初位、立身とも呼ばれたとある。
天智天皇3年（664年）2月9日の冠位二十六階で、大建と小建に二分されて廃止になった。

## 叙位された人物
『日本書紀』には誰かに立身の冠位を授けたと明記する箇所はない。しかし、斉明天皇4年（658年）7月4日に渟代郡の少領、宇婆左に建武の位を授けたと記しており、時期的に立身のことと考えられる。また、名は記されずに位一階を授けられたと記されるのが柵養蝦夷2人、渟代郡と津軽郡の勇健者各2人、都岐沙羅柵の判官で、これらの位も立身を指すのであろう。
翌年（659年）3月には、阿倍比羅夫遠征の賞の一部として、陸奥と越の国司に位各二階、郡司と主政に位各一階を授けたとある。なお、この頃は郡がなく評があり、書紀はそれらをみな郡に書き換えているので、渟代郡・津軽郡は渟代評・津軽評、少領・郡司・主政も別の官名であろう。
これらの例からは、冠位を授からないまま柵や評の長官・次官として勤務していた者がいたことがうかがえる。最下位と言えども後の律令制の初位より高い地位である。
- 柵養蝦夷2人
- 宇婆左
- 渟代郡の勇健者2人
- 津軽郡の勇健者2人
- 都岐沙羅柵の判官
- 陸奥国の郡司と主政
- 越国の郡司と主政